# Euphaedra aureofasciata
Euphaedra aureofasciata är en fjärilsart som beskrevs av Percy I. Lathy 1903. Euphaedra aureofasciata ingår i släktet Euphaedra och familjen praktfjärilar. Inga underarter finns listade i Catalogue of Life.